# Angela Beesley Starling
Angela Beesley Starling (Norwich, Reino Unido; 3 de agosto de 1977) es una empresaria británica, cofundadora, junto a Jimmy Wales, de Fandom (antiguamente denominado Wikia). Trabaja en la Fundación Wikimedia desde 2003. Actualmente es la vicepresidenta de la empresa Fandom, Inc (antiguamente Wikia, Inc.).
Desde el 21 de febrero de 2006, forma parte del Comité de Comunicaciones de la Fundación Wikimedia, y preside la Junta Consultiva de la fundación. Ella contribuyó con herramientas e información para la Fundación Wikimedia y Fandom. Tiene cuenta en diferentes proyectos Wikimedia.
El 23 de noviembre de 2008 se casó con el desarrollador de MediaWiki Tim Starling, con quien actualmente vive en Nueva Gales del Sur, Australia. El 2 de octubre de 2010, dio a luz a su hija, Evelyn Christine Starling.